# 德尔·哈里斯
德尔玛·威廉·哈里斯（英語：Delmer William Harris，1937年6月18日—），外号银狐，生于印第安那州的帕兰菲尔德（Plainfield），美国NBA联盟前主教练。

## 教练生涯

### 美国执教生涯
他的早年教练生涯从执教印第安那州里奇蒙德（Richmond）的艾尔哈姆学院（Earlham College）开始，进入职业教练后的哈里斯成为了汤姆·尼萨尔科手下ABA联盟犹他之星的助理教练。此后他成为了休斯敦火箭队的助理教练，在尼萨尔科离开球队后成为了球队主教练。哈里斯带领球队在1981赛季打入NBA总决赛，但是在决赛中球队败给了波士顿凯尔特人队，哈里斯在火箭队执教到了1982-83赛季。
此后唐·尼尔森将其带到了密尔沃基雄鹿队出任球队的助理教练，逐步成为了球队的主教练和总经理。在离开雄鹿队后他在1994年入主洛杉矶湖人队，获得了1994-95赛季NBA最佳教练的荣誉。几个赛季之后哈里斯再次成为了唐·尼尔森的副手，现为芝加哥公牛的助理教练。他的儿子是雄鹿队前总经理拉里·哈里斯。

### 国际执教生涯
1998年世界男子篮球锦标赛他成为了美国国家男篮主教练鲁迪·汤姆贾诺维奇手下的助理教练，球队最终取得了赛事铜牌。
2004年，德尔·哈里斯执教了中国国家男子篮球队，带领着NBA全明星球员姚明领衔的中国队在2004年雅典奥运会中小组赛击败欧洲球隊塞尔维亚和黑山，打入8强。
雖然帶領中國男籃有了不俗的成績，但在中國籃協的官僚體制下，依然只能出走去其他地方任教。
在作为洛杉矶湖人主教练之前，哈里斯是加拿大男篮的特别顾问和加拿大Ken Shields篮球队的主教练。